# ژو چنجیه
ژو چنجی (انگلیسی: Zhu Chenjie؛ زادهٔ ۲۳ اوت ۲۰۰۰) بازیکن فوتبال اهل چین است.
از باشگاه‌هایی که در آن بازی کرده‌است می‌توان به باشگاه فوتبال شانگهای گرینلند شنهوآ اشاره کرد.
وی همچنین در تیم‌های ملی فوتبال زیر ۲۰ سال چین، زیر ۲۳ سال چین، و چین بازی کرده‌است.